# なつみん
なつみんは、日本の男性漫画家。同人名義として「夏海川透」も使用していた。同人サークル「なつみんのさーくる」を主宰している。

## 経歴
2007年3月大学卒業、「おやじキャッチャー 他2本」でまんがカレッジ2008年2月期佳作を受賞、2008年8月に読切「なつみんのまんが」を『週刊少年サンデー』誌上で発表。2009年、『週刊少年サンデー』11号より『やおよろっ!』を連載していた。

## 受賞歴
- 「助けてブルマちゃん」 週刊少年チャンピオン月例フレッシュまんが賞 2007年10月期 期待賞
- 「おやじキャッチャー 他2本」 週刊少年サンデーまんがカレッジ 2008年2月期 佳作

## 作品

### 連載
- やおよろっ!（週刊少年サンデー2009年11号 - 26号→クラブサンデー2009年5月29日 - 2011年4月12日、全4巻）
  - ぼつよろっ!（同人誌、2009年12月31日発行） - 「やおよろっ!」の単行本未収録の内容を纏めたもの
- うえぽん!（まんがタイム2010年1月号 - 2011年6月号） - 3号連続短期集中連載より連載に移行
  - キャノンつけちゃいました（同人誌、2011年8月14日発行） - 「うえぽん!」を改題の上、加筆修正して纏めたもの
- 本屋のほんネ!（まんがライフWIN、2011年12月1日 - 2014年6月9日、全3巻）
- タンスの奥のぱんつさん（マガジンSPECIAL、2012年1月号 - 2013年7月号、全1巻）
  - たんすのおくのぱんつさん（同人誌、2013年8月11日発行） - 「タンスの奥のぱんつさん」の単行本未収録の内容を纏めたもの
- マゴに恋する五秒前!（アンソロジーコミックス(21)‐のじゃロリ&ロリババァ‐、Vol.1 - Vol.3）
- ゾンびより（コミック アース・スター、2015年6月29日 - 2015年8月31日）
- おつかれ背景さん（ピクシブエッセイ、2016年6月13日 - 2016年10月3日、全1巻）
- 世紀末ちるどれん（Palcy、2018年8月11日 - 全3巻） - 単行本は電子書籍のみ刊行
- 異世界転生株式会社 〜安心安全な転生ライフ、提供します〜（別冊ドラゴンエイジVol.8 - ヤングドラゴンエイジVol.2、全1巻）
- エル婚! 〜ぼっちエルフの婚活日記〜（サンデーうぇぶり、2021年3月30日 - 連載中、既刊2巻）

### 読切
- なつみんのまんが（週刊少年サンデー2008年38号）
- SDN48なう!!（週刊ヤングジャンプ2010年NO.34）
- ブルニャー（アオハル2010年第0号）
- がんばれ二千円ちゃん!（ガンガンONLINE2011年10月）
- 妹は総理大臣（週刊少年マガジン2012年32号）
- ピピピのピーメン!（コロコロ公式サイト2014年12月）

### アンソロジー
- あいまいみー オフィシャルアンソロジー COMIC MARKET 86 EDITION!（2014年8月15日発売）- コミックマーケット86にて頒布
- Fate/Grand Order 電撃コミックアンソロジー（2016年2月26日発売）
- Fate/Grand Order 電撃コミックアンソロジー2（2016年6月24日発売）
- MANGA Day to Day 下（2021年3月25日発売）
- 愛蔵版 Day to Day（2021年3月25日発売）

## 師匠
- マツリセイシロウ